# Motala & Vadstena Tidning

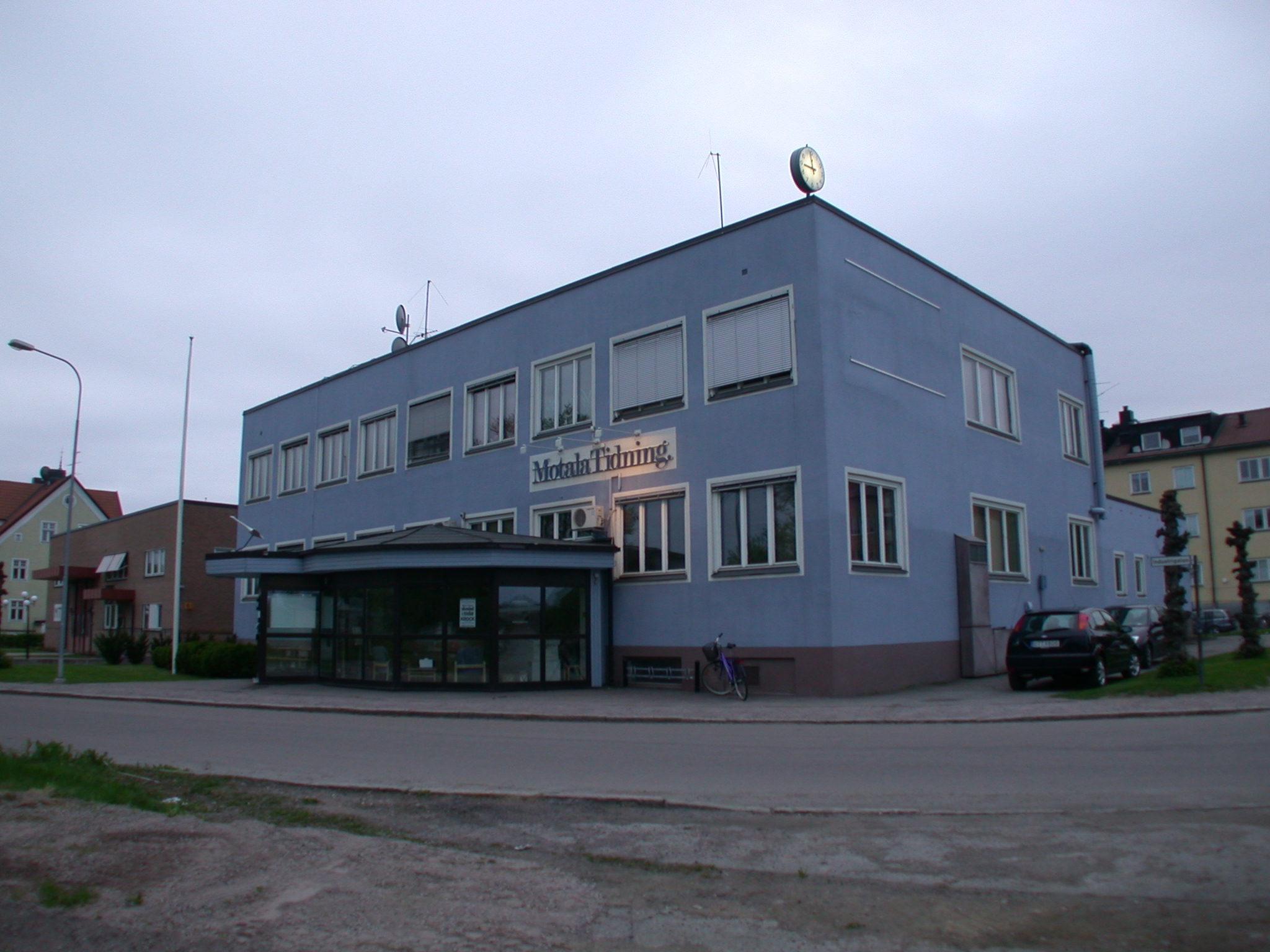
Motala Tidnings gamla kontor.

Motala & Vadstena Tidning är en dagstidning för Motala kommun och Vadstena kommun. Tidningen gavs ut 1868–1881 av boktryckaren Johan Wilhelm Lundberg från Skänninge. Öst Medias publisher Nils Olauson är sedan mars 2020 ansvarig utgivare och Lina Handberg chefredaktör för MVT.